# Thomas Tesdale

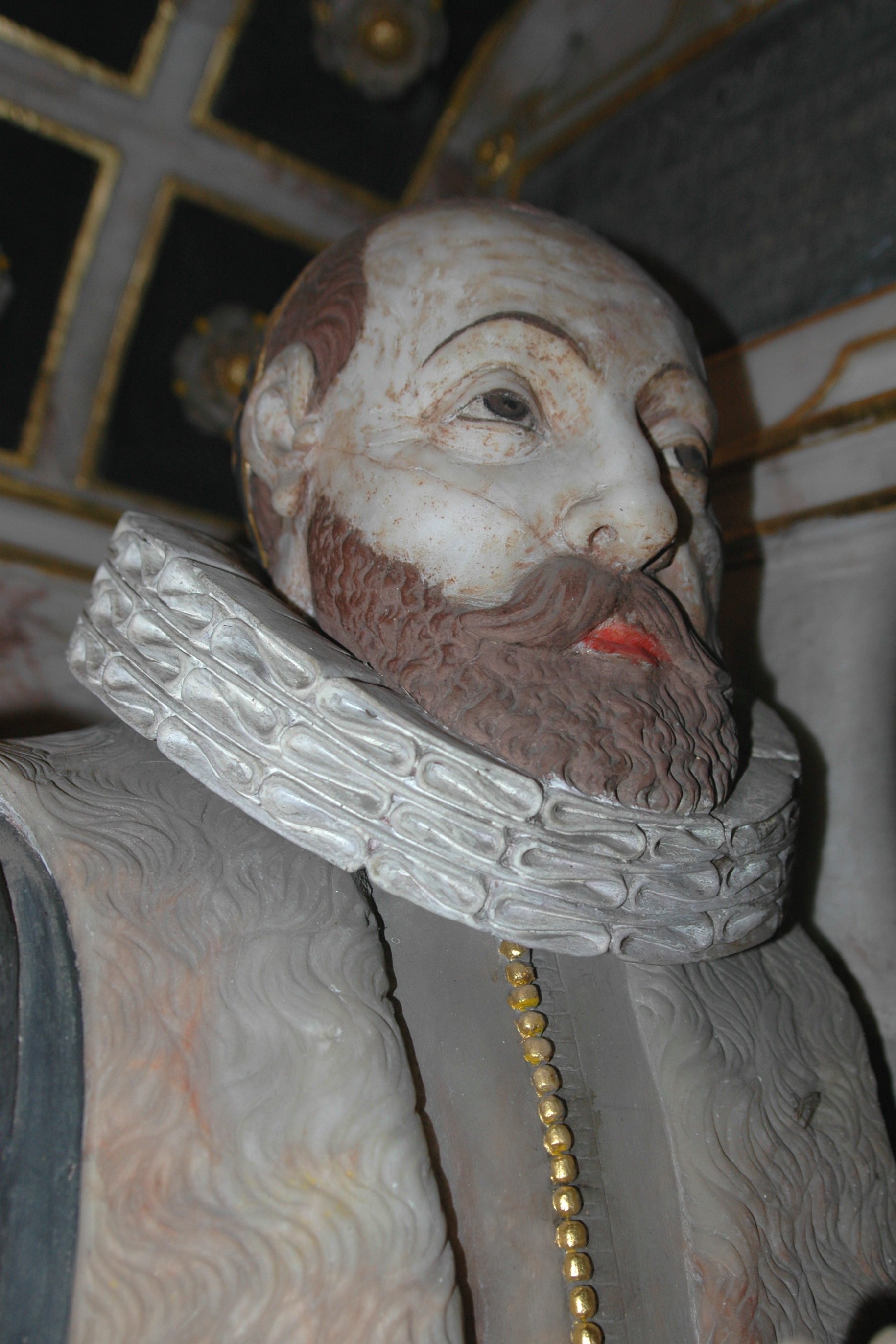
Statue von Thomas Tesdale in der Tesdale in Glympton Pfarrkirche

Thomas Tesdale (* 1547 in Stanford Dingley, England; † 13. Juni 1610 in Glympton, Oxfordshire, England) war ein englischer Mälzer, Wohltäter der Stadt Abingdon in der englischen Grafschaft Berkshire (heute Oxfordshire) und Mitbegründer des Pembroke College in Oxford.

## Leben
Tesdale besuchte die John Roysse Free School in Abingdon (heute Abingdon School). Er wurde als Mälzer einer der reichsten Bürger der Stadt, später Leiter des Hospitals und im Jahr 1581 Bürgermeister. Allerdings hat er seine Amtszeit nicht vollendet. Daraufhin erwarb er das Herrenhaus von Ludwell in Oxfordshire und züchtete dort Vieh.
Er war verheiratet mit Maud Stein, die Ehe blieb kinderlos. Ein Teil seines Vermögens wurde für Stipendien von mehreren Wissenschaftlern seiner alten Schule am Balliol College vermacht. Im Jahr 1623 wurde dieses Geld durch Reverend Richard Wightwick von East Ilsley aufgestockt und für die Entwicklung der Broadgates Hall zum Pembroke College, benannt nach William Herbert, 3. Earl of Pembroke.